# A Warm Place
Pistes de The Downward Spiral
Big Man with a Gun Eraser
A Warm Place est une chanson du groupe de metal industriel Nine Inch Nails et la dixième piste sur The Downward Spiral.

## Chanson
Composée uniquement d'accords de synthétiseur et de mélodies, elle reste calme, tranquille et réfléchie dans l'ensemble. Sa structure est très simple, ne contenant que quelques progressions d'accords et quelques lignes mélodiques différentes. Commençant directement après la fin soudaine de "Big Man with a Gun", le morceau se termine par un fondu enchaîné avec les échantillons ouvrant "Eraser".

## Ressemblance avec "Crystal Japan"
Trent Reznor a été accusé d'avoir copié le single de David Bowie sorti en 1980 "Crystal Japan". Il a reconnu la similitude accidentelle entre les deux morceaux lors d'une interview avec David Bowie.